# Ariosi e Fugati (Badings)
Ariosi e Fugati is een compositie voor fanfareorkest van de Nederlandse componist Henk Badings.